# Cristopher Rodríguez
Cristopher Rodríguez, vollständiger Name Cristopher Alexanders Rodríguez Graña, (* 17. Mai 1994 in Montevideo) ist ein uruguayischer Fußballspieler.

## Karriere
Defensivakteur Rodríguez steht mindestens seit der Clausura 2014 in Reihen von Boston River. In jener Halbserie wurde er dort zweimal (kein Tor) in der Segunda División eingesetzt. In der Spielzeit 2014/15 gehörte er zwar zum Profikader, bestritt aber kein weiteres Ligaspiel. In der Erstligasaison 2016 kam er nicht zum Einsatz.